# كريستين برونر (سياسي)
كريستين برونر (و. 1947  م) هي سياسية، ومحامية، ونقابية سويسرية، ولدت في جنيف، هي عضوةٌ في الحزب الاشتراكي الديمقراطي السويسري.

## مناصب
تولت منصب عضو مجلس الولايات السويسري ‏ (4 ديسمبر 1995–2 ديسمبر 2007)
- عضو المجلس الوطني السويسري ‏ (25 نوفمبر 1991–3 ديسمبر 1995).[4]

## جوائز
حصلت على جوائز منها:

الدكتوراة الفخرية من جامعة لوزان

## روابط خارجية
- كريستين برونر على موقع مونزينجر (الألمانية)